# Nguyễn Lương Bằng
Nguyễn Lương Bằng (1904–1979) là một nhà hoạt động cách mạng và chính khách của Việt Nam. Ông từng giữ các chức vụ: Phó Chủ tịch nước Việt Nam (1969–1979), Tổng Giám đốc Ngân hàng quốc gia Việt Nam, đại sứ đầu tiên của Việt Nam tại Liên Xô (1952–1956), Tổng Thanh tra Chính phủ (1956).

## Thân thế và sự nghiệp

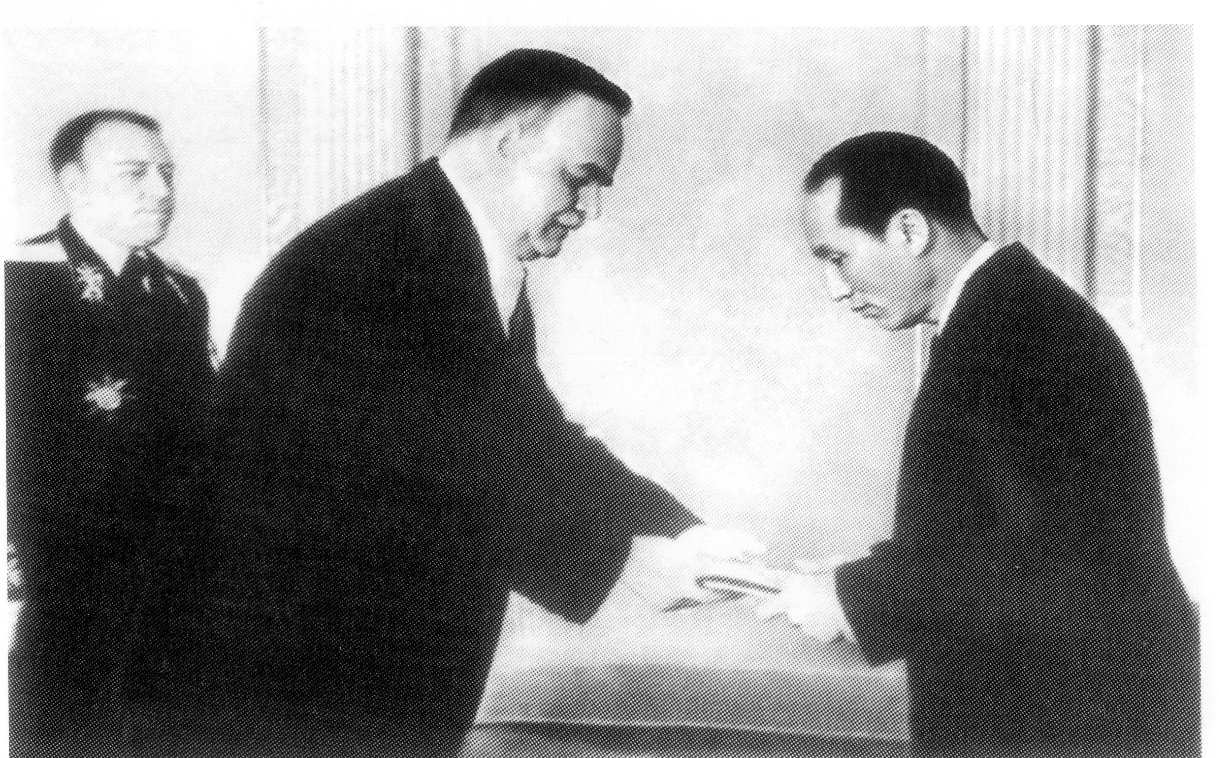
Ông Nguyễn Lương Bằng khi làm đại sứ tại Liên Xô

Ông sinh ngày 2 tháng 4 năm 1904, tại thôn Đông, xã Đoàn Lâm (nay là Thanh Tùng, Thanh Miện, Hải Dương), trong một gia đình nhà nho nghèo có truyền thống yêu nước. Trong suốt cuộc đời hoạt động của mình, ông còn sử dụng bí danh Anh Cả, hoặc Sao Đỏ.
Tháng 12 năm 1925, ông được kết nạp vào Hội Việt Nam Cách mạng Thanh niên. Từ đấy, ông và một số thanh niên yêu nước khác theo học lớp huấn luyện chính trị do Nguyễn Ái Quốc, Hồ Tùng Mậu, Lê Hồng Sơn hướng dẫn.
Tháng 10 năm 1929, tại Hồng Kông, ông được kết nạp vào Việt Nam Quốc Dân Đảng.
Tháng 5 năm 1931, ông bị mật thám bắt giải về giam ở bốt Catinat Sài Gòn. Ít lâu sau, ông bị đưa xuống tàu biển Claude Chappe chở ra Hải Phòng và đưa vào giam ở nhà tù Hỏa Lò, Hà Nội. Cuối năm 1931, ông lại bị đưa về Hải Dương.
Tháng 6 năm 1932, tòa đề hình Hải Dương xử ông tù chung thân và chuyển về giam ở nhà tù Hỏa Lò Hà Nội. Cuối năm 1932, ông trốn thoát lên Vĩnh Yên, rồi về Thanh Miện (Hải Dương) hoạt động. Cuối năm 1933, khi đi công tác Bắc Giang, ông lại bị bắt, bị giam ở Hỏa Lò (đầu 1934). Tháng 5 năm 1935 bị đày lên nhà tù Sơn La.
Năm 1943, Đảng bố trí cho ông vượt ngục về làng Vạn Phúc (Hà Đông) gặp Hoàng Văn Thụ để nhận nhiệm vụ, ông được Đảng chỉ định làm ủy viên dự khuyết Ban Chấp hành Trung ương Đảng, phụ trách công tác tài chính và công tác binh vận của Đảng; đồng thời được phân công hoạt động trong Mặt trận Việt Minh giữ chức Chủ nhiệm của Tổng bộ.
Chuẩn bị khởi nghĩa, Ủy ban Dân tộc Giải phóng do Hồ Chí Minh là Chủ tịch; Ban thường trực gồm 5 người, trong đó có Nguyễn Lương Bằng.
Sau Cách mạng Tháng Tám, ông từng giữ chức vụ Tổng Giám đốc Ngân hàng Quốc gia Việt Nam, đại sứ đầu tiên của Việt Nam tại Liên Xô (1952–1956), Trưởng ban Kiểm tra Trung ương, Tổng Thanh tra Chính phủ (1956). Tháng 9 năm 1969 được bầu làm Phó Chủ tịch nước.
Ông mất ngày 20 tháng 7 năm 1979, an táng tại Nghĩa trang Mai Dịch. Ông là Phó Chủ tịch nước đầu tiên có tang lễ là quốc tang. Quốc tang của ông diễn ra vào ngày 23 tháng 7 năm 1979.

## Gia đình
Ông kết hôn với bà Hà Thục Trinh. Hai người có bốn con gái có tên Tường Vân, Việt Liên, Hồng Châu, Thanh Mai. Vợ ông được xem là người đầu tiên trả lại biệt thự cho Nhà nước Việt Nam sau khi ông mất.

## Viết về Nguyễn Lương Bằng
| “ | "Đó là một cử chỉ vô tư tốt đẹp, không ham chuộng địa vị, đặt lợi ích của dân tộc, của đoàn kết toàn dân lên trên lợi ích cá nhân. Đó là một cử chỉ đáng khen đáng kính mà chúng ta phải học tập". | ” |
| — Lời của Chủ tịch Hồ Chí Minh về việc việc làm của ông Nguyễn Lương Bằng sau ngày Cách mạng tháng 8 năm 1945 thành công. | |   |

| “                                       | "Những bài học quý báu tiếp thu được trong những năm tháng làm việc dưới sự chỉ đạo của Anh mãi mãi theo tôi như những bạn đường, những trợ thủ tích cực trong suốt cuộc đời hoạt động ngoại giao của mình. Và như một định mệnh, ba mươi lăm năm sau, tôi trở thành người kế tục Anh ở cương vị Đại sứ Việt Nam tại Liên Xô". | ” |
| — nguyên Phó Thủ tướng Nguyễn Mạnh Cầm. | |   |

| “                                                                           | "Ai thì tôi chưa biết chứ Anh thì rõ ràng là người thực hiện cần kiệm liêm chính, chí công vô tư theo gương của Hồ Chí Minh vĩ đại. Anh theo Bác không phải bằng thuyết giảng về đạo đức mà bằng cách sống và chiến đấu theo phong cách hàng ngày của Người" | ” |
| — Nguyễn Thọ Chân, nguyên UVTƯ Đảng, nguyên Bí thư Thành uỷ Sài gòn-Chợ Lớn | |   |

## Tác phẩm
- Anh Cả Nguyễn Lương Bằng (hồi ký), Nhà xuất bản CTQG, HN, 2005

## Tưởng niệm và vinh danh
Để ghi nhận công lao của ông, Nhà nước Việt Nam đã truy tặng Huân chương Sao Vàng cho ông. Một nhà tưởng niệm cũng được xây dựng tại quê hương ông.
Tên ông được đặt cho các phố ở Hà Nội (nối Tôn Đức Thắng với Tây Sơn thuộc quận Đống Đa), Thành phố Hồ Chí Minh (nối Tân Mỹ và Hoàng Quốc Việt), Đà Nẵng (nối Nguyễn Văn Cừ và Tôn Đức Thắng) và đại lộ chính tại thành phố Hải Dương; một thị trấn thuộc huyện Kim Động (Hưng Yên); Khánh Hoà (nối Lê Duẩn và Hùng Vương, tp Cam Ranh); Tây Ninh (nối Quốc lộ 22 và Nguyễn Văn Linh, thị xã Hòa Thành). Và ông cũng được đặt tên đường ở Thành phố Hải Phòng ở quận Kiến An.
Năm 2002, Đài Phát thanh và truyền hình Hà Nội sản xuất bộ phim dài tập Bình minh đỏ do NSND Trần Phương đạo diễn. Bộ phim kể về thời gian hoạt động cách mạng của Nguyễn Lương Bằng trước năm 1945.
Trong đợt sắp xếp các đơn vị hành chính toàn quốc năm 2025, các một phần xã Đoàn Tùng, một phần xã Thanh Tùng, toàn bộ xã Phạm Kha (thuộc huyện Thanh Miện cũ) và toàn bộ xã Nhân Quyền (thuộc huyện Bình Giang cũ) được gộp lại để thành lập xã Nguyễn Lương Bằng.